# Колядчине
Колядчине (рос. Колядчино) — присілок в Дятьковському районі Брянської області Російської Федерації.
Населення становить 122 особи. Входить до складу муніципального утворення Слободищенське сільське поселення.

## Історія
Від 2005 року входить до складу муніципального утворення Слободищенське сільське поселення.

## Населення
| 2010 | 2013 |
| ---- | ---- |
| 95   | ↗122 |